# Isoclasite
L'isoclasite è un minerale.